# Großer Stern
Il Großer Stern (letteralmente: "Grande Stella") è un vasto rondò che si trova nel parco del Tiergarten (al centro di Berlino), da cui si dipartono cinque viali a formare una stella. Due di questi viali sono la Straße des 17. Juni, che unisce la Platz des 18. März con la Ernst-Reuter-Platz, e che più o meno a metà percorso incrocia Großer Stern. 
Al centro del rondò si trova la Colonna della Vittoria, intorno alla stessa vi sono alcuni monumenti rimossi dalle vicinanze del Reichstag alla fine degli anni trenta. Negli stessi anni la Straße des 17. Juni venne allargata e quindi anche la piazza intorno a Großer Stern fu ampliata notevolmente, ragione per cui molte delle statue e dei monumenti presenti vennero rimossi. Oggi sul lato nord della piazza è possibile vedere un monumento in bronzo del cancelliere Otto von Bismarck, circondato da figure allegoriche; il monumento è opera dello scultore Reinhold Begas. Oltre questo monumento sono presenti altre statue, fra cui quella del feldmaresciallo Helmuth von Moltke, capo dello Stato Maggiore prussiano.
L'intera piazza è posta sotto tutela monumentale (Denkmalschutz).

## Storia
La piazza fu creata intorno al 1698 sotto il Principe Elettore Federico III (dal 1701 Federico I di Prussia) dal cacciatore di corte Hemmrich come piazza stellare di caccia. Dal 1742 il Großer Stern venne trasformato in piazza di rappresentanza, nell'ambito del ridisegno del Tiergarten ad opera di Georg Wenzeslaus von Knobelsdorff e dal 1833 al 1840 ad opera di Peter Joseph Lenné. Dalla metà de XVIII secolo fino al XIX secolo vi esistevano delle statue di arenaria note come Die Puppen.

## Sviluppo contemporaneo
Convergono qui oggi diversi grandi assi della città:
- Straße des 17. Juni
  - a ovest prosegue fino Ernst-Reuter-Platz, poi come Bismarckstraße ovvero Kaiserdamm verso Theodor-Heuss-Platz, e oltre come Heerstraße
  - a est verso la Porta di Brandeburgo in Pariser Platz e il viale Unter den Linden, fino alla Schlossbrücke presso il Berliner Dom
- Altonaer Straße: a nordovest verso Hansaplatz, fino alla Gotzkowskybrücke
- Spreeweg: a nordest fino a Palazzo Bellevue presso la Lutherbrücke
- Hofjägerallee: a sud verso Lützowplatz e Nollendorfplatz, fino a Winterfeldtplatz.

Großer Stern è costruito come una grande rotatoria a spirale a più corsie, attraversata quotidianamente da circa 180 000 veicoli.

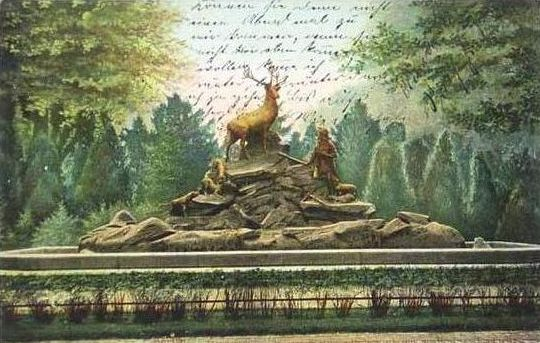
La antica Hubertusbrunnen di Cuno von Uechtritz-Steinkirch, poi bombardata.

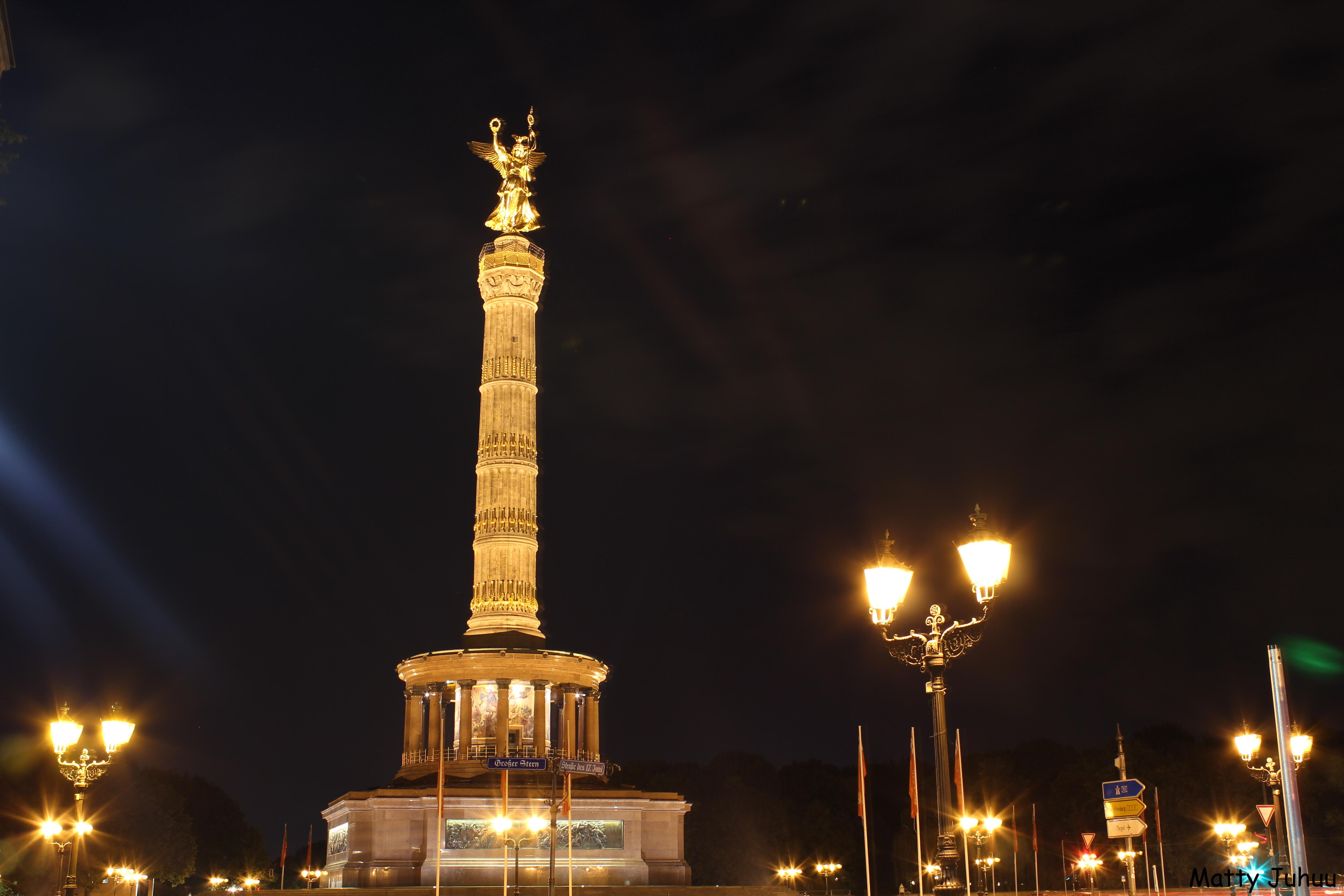
Großer Stern di notte

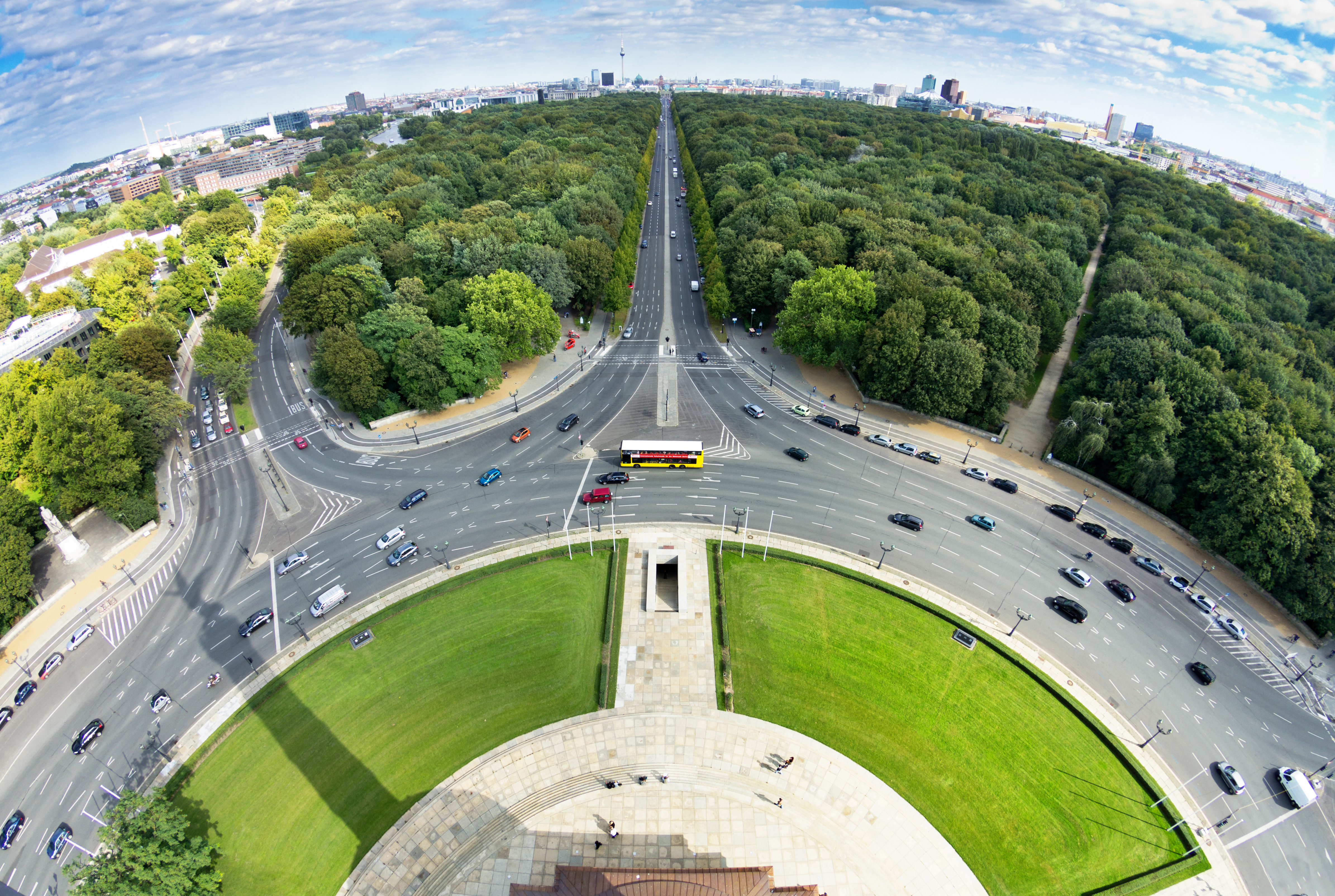
Vista dalla piattaforma panoramica della Siegessäule, Est. Berliner Fernsehturm, Potsdamer Platz e Palazzo del Reichstag.